# Decim Junije Brut Albin
Decim Junije Brut Albin (Decimus Junius Brutus Albinus, 85. pr. Kr. ili 81. pr. Kr.  -  42. pr. Kr.) bio je rimski vojskovođa i političar iz doba kasne Republike, poznat kao zapovjednik Cezarove mornarice u građanskom ratu, ali i jedan od vođa zavjere tijekom koje je Cezar ubijen.
Decim Brut je bio daleki rođak Julija Cezara. Majka mu je bila Sempronija Tuditani, supruga konzula Decima Junija Bruta. Kasnije ga je posvojio Aulo Postumije Albin, po kome je dobio i ime. 
Cezar ga je postavio za jednog od časnika u svojoj vojsci u doba galskih ratova. Istakao se u pohodu na Venete 56. pr. Kr., kada je na brzinu izgradio flotu kojom je pokoren taj pomorski narod. Nakon izbijanja građanskog rata 49. pr. Kr. još se jednom istakao izgradnjom improvizirane flote, kojom je pokorena pobunjena Masilija.
Iako je bio vjerni Cezarov pristaša, nakon završetka rata i Cezarovog proglašavanja za diktatora, odlučio je prijeći na stranu zagovornika starog režima među kojima se isticao Gaj Kasije Longin. Kao jedan od prvih zavjerenika uspio je u zavjeru uvući Marka Junija Bruta. U to vrijeme ga je Cezar, nesvjestan da mu Decim radi o glavi, imenovao pretorom peregrinusom 44. pr. Kr. te mu namijenio mjesto guvernera Cisalpinske Galije. Na dan samog atentata Decim se pobrinuo da Cezar ne dobije upozorenje o tome što se sprema, a prilikom ubojstva je bio treći senator koji je Cezaru zadao ubod nožem.
Međutim, bio je i prvi od zavjerenika koji je shvatio kako se narod okrenuo protiv Cezarovih ubojica, te je napustio Rim. Njegovo preuzimanje položaja guvernera Cisalpinske Galije, odnosno sukob s Markom Antonijem, je prerastao u mutinski rat. Decima je, u opkoljenoj Mutini, deblokirao Cezarov posvojeni sin i nasljednik Oktavijan, stekavši zapovjedništvo nad senatskim snagama poslije pogibije njihovih zapovjednika. Oktavijan mu je tada hladno prenio da je to učinio po nalogu Senata, a ne da bi spasio ubojicu svog oca. Tada mu je naređeno da svojim snagama krene u potjeru za Antonijom, koji se povlačio na zapad. Vojska mu se tada, međutim, naglo osula, s obzirom na to da su mnogi njeni pripadnici počeli bježati na stranu popularnog Marka Antonija. Shvativši da mu je položaj u Italiji sve teži, a u slučaju eventualne pomirbe Antonija i Oktavijana bezizgledan, Decim je odlučio ostaviti svoju vojsku i pronaći utočište kod Bruta i Kasija. Do njih nije stigao, jer su ga na putu presreli i ubili galski poglavice vjerni Marku Antoniju. Decim je tako postao prvi od Cezarovih ubojica koji je i sam završio život nasilnom smrću.